# Hylopetes phayrei
Lo scoiattolo volante dell'Indocina (Hylopetes phayrei Blyth, 1859) è uno scoiattolo volante originario del Sud-est asiatico.

## Tassonomia
Attualmente, gli studiosi riconoscono due sottospecie di scoiattolo volante dell'Indocina:
- H. p. phayrei Blyth, 1859 (Myanmar, Thailandia, Vietnam, Guangxi e Guizhou);
- H. p. electilis G. M. Allen, 1925 (Hainan).

## Descrizione
Il corpo dello scoiattolo volante dell'Indocina misura 14,4-17,3 cm di lunghezza e la coda è lunga 12,8-15,9 cm. La colorazione della regione dorsale è bruno-grigiastra o marrone-nera; i peli sono di colore grigio-ardesia o nero alla base e camoscio-grigiastro o marrone all'estremità. Dietro le orecchie vi sono due macchie bianche. Le regioni inferiori sono di colore camoscio chiaro. La coda è sottile alla base, ma poi si fa più larga e nuovamente sottile all'estremità; arrotondata nella parte superiore, ma appiattita in quella posteriore, è di colore variabile dal bruno-grigiastro al marrone-cannella, con l'estremità più scura.

## Distribuzione e habitat
Lo scoiattolo volante dell'Indocina vive in Myanmar, Thailandia, Vietnam nord-occidentale e Cina sud-orientale (Guangxi, Guizhou e isola di Hainan). Popola le foreste montane e quelle decidue miste, tra il livello del mare e i 1500 m di quota.

## Biologia
Di abitudini notturne, lo scoiattolo volante dell'Indocina vive nelle foreste, sia primarie che secondarie, nonché in aree più degradate e nei frutteti coltivati. Si nutre di frutta e nidifica nelle cavità degli alberi. Condivide gran parte dell'areale con un suo stretto parente, lo scoiattolo volante multicolore (Hylopetes alboniger).

## Conservazione
È una specie ancora molto diffusa, e per questo la IUCN la colloca tra quelle a rischio minimo. La sottospecie di Hainan, invece, è abbastanza rara.